# Jimena Fernández
Jimena Fernández (ca. 970-ca. 1045), fue reina consorte de Pamplona y condesa consorte de Aragón por su matrimonio con el rey García Sánchez II.

## Relaciones familiares
Jimena era hija del conde de Cea, Fernando Bermúdez, y de Elvira Díaz, hija del conde Diego Muñoz de Saldaña y su esposa Tregidia. Tuvo varios hermanos, entre ellos, Pedro Fernández —con quien se extingue la línea recta de varón de la casa condal de Cea al haber fallecido sin descendencia masculina—, Gotina, esposa del conde Pelayo Rodríguez, y Justa, casada con el conde Flaín Muñoz.

## Reina de Pamplona
Fue reina de Pamplona al casarse con García Sánchez II en fecha cercana al 988. La primera vez que se registra su presencia en la corte pamplonesa fue en 992 cuando, con otros miembros de la casa real, confirmó una donación que realizó su suegro, el rey Sancho Garcés II, al monasterio de San Millán de la Cogolla. Después figura en 995 junto a su cónyuge, actuando ya como reyes de Pamplona, en una donación al monasterio de San Juan de la Peña. En ninguno de estos documentos consta que su primogénito, el futuro rey Sancho el Mayor, haya nacido, lo que lleva al historiador Gonzalo Martínez Díez a suponer que este probablemente nació entre 992 y 996, y antes de 997 cuando aparece por primera vez en un documento que no indica ni el día ni el mes, solamente que fue expedido en 997 cuando el rey García Sánchez II realizó otra donación a San Millán y la confirma, entre otros,  Sancius filius meus.  Aparte del futuro rey, Sancho Garcés III, también fueron padres de Elvira, García y de Urraca, futura esposa de Alfonso V de León.

## Entre León y Pamplona
Jimena parece que motivó la acogida en la corte pamplonesa de su hermano Pedro Fernández de Cea mientras obtenía el favor del rey leonés. Además vínculos familiares de esta reina ayudan a explicar las futuras implicaciones de su hijo en los asuntos de la corte leonesa. Más adelante, Sancho el Mayor, mantendrá aspiraciones legítimas en varias cuestiones acaecidas en León y Castilla. El fallecimiento en 1028 de su tío materno, Pedro Fernández de Cea, último en la línea masculina, empujará a Sancho a asumir, como parte de la herencia materna, las tierras del condado de Cea.

## El contexto histórico: Almanzor
El pertinaz azote de Almanzor por tierras leonesas, castellanas y pamplonesas contribuye a una gran falta de noticias. Este caudillo cordobés, al cual se le han computado hasta 52 campañas contra los territorios cristianos, llegó a ocupar y arrasar la misma Pamplona en dos ocasiones (994 y 999). Aún se entablará, junto al rey leonés, otro enfrentamiento en Cervera (1000) y puede que, poco después que de este último sea cuando desapareciera el rey pamplonés.

## Regencia pamplonesa
Tras la muerte de su esposo, en torno al año 1000, se produjo en el reino de Pamplona un interregno hasta la proclamación de Sancho Garcés III, el Mayor. Aunque se estableció un consejo de regencia con Sancho Ramírez, rey de Viguera, al frente, no parece que quedaran exentas de él tanto Jimena como la abuela paterna, Urraca, pues ambas guiaron los primeros pasos del rey Sancho después de haber sido proclamado rey, o bien a la muerte de su padre o cuando concluyó el interregno.
La muerte de la reina, hacia el 1045, fue posterior a la de su hijo Sancho III. Su longevidad, además, favoreció el establecimiento de la hegemonía dinástica del reino de Pamplona.